# Pinheiros (Leiria)
Pinheiros é um lugar da cidade de Leiria, da freguesia de Marrazes, com 1870 habitantes (2011). Tem como padroeiro São João Baptista e as festas em honra deste santo realizam-se nos finais de Junho de cada ano.

## Associação Recreativa e Desportiva Pinheirense
Clube local, que não participa em nenhuma competição de momento. Foi fundado em 1973 e já contou com equipas de futebol (formação e séniores) e futsal.